# Karl Poten
Carl August Wilhelm Poten (* 11. August 1845 in Celle; † 12. Juni 1905 in Leipzig) war ein sächsischer Generalleutnant.

## Leben
Carl Poten entstammte der weitverzweigten bürgerlichen Familie Poten. Carl Poten war ein Sohn des hannoverschen Generalleutnants und Kommandanten der Residenzstadt Hannover Conrad Poten und dessen Ehefrau Aenny Rehberg, Tochter des hannoverschen Staatsmann August Wilhelm Rehberg. Er hatte zwei Schwestern und einen Bruder. Er besuchte die Gymnasien in Lüneburg und Hannover und trat 1860 in den Kadettenkorps der hannoverschen Armee ein. Er trat am 14. April 1863 als Fähnrich in das Hannoversche Dragoner-Regiment „Herzog von Cambridge“ ein, wo er a. 17. November 1864 zum Leutnant avancierte. Er nahm mit seinem Verband am Krieg gegen Preußen teil, wo er als Ordonnanzoffizier des kommandierenden Generals Alexander von Arentschildt in Thüringen fungierte. Poten erlebte die Annexion des Königreich Hannover und die Auflösung der Armee, weshalb ihm 1867 der Abschied zwecks Übertritt in sächsische Dienste genehmigt wurde. Am 1. April 1867 wurde er so als Leutnant beim 1. Reiter-Regiment angestellt, wonach er mit diesem Verband am Krieg gegen Frankreich teilnahm. Leutnant Poten kämpfte bei Sedan, Beaumont, Verdun, dem Gefecht bei Nouart und der Belagerung von Paris und avancierte noch 1871 zum Oberleutnant. Nach Kriegsende durchlief er eine gewöhnliche militärische Laufbahn, stieg 1874 zum Rittmeister und Eskadronschef beim 1. Reiter-Regiment auf und wurde im November 1883 unter Beförderung zum Major in das Königlich Sächsische 2. Husaren-Regiment Nr. 19 „Kronprinz Wilhelm des Deutschen Reiches und von Preußen“ versetzt. Unter Beförderung zum Oberstleutnant im Jahr 1890 wurde er Regimentskommandeur des sächsischen Ulanen-Regiments Nr. 18, wonach er im Juni 1892 zum Oberst aufstieg. Am 20. September 1894 wurde er zum Brigadekommandeur der 2. Kavallerie-Brigade Nr. 24 ernannt. In dieser Eigenschaft erfolgte am 18. April 1896 seine Beförderung zum Generalmajor. Unter Genehmigung seines Abschiedsgesuches wurde er am 30. Juni 1899 mit dem Charakter eines Generalleutnant zur Disposition gestellt. Er war Träger des Komturkreuz II. Klasse des Albrechtsordens und anderer hoher Orden.
Am 22. Juni 1875 heiratete er in Dresden Sidonie Jaenicher, Tochter des Rentners Jaenicher. Aus der Ehe entstanden drei Kinder, nämlich die Töchter Aenny und Helene sowie den Sohn Hans Carl.